# Fosie
För andra betydelser, se Fosie (olika betydelser).

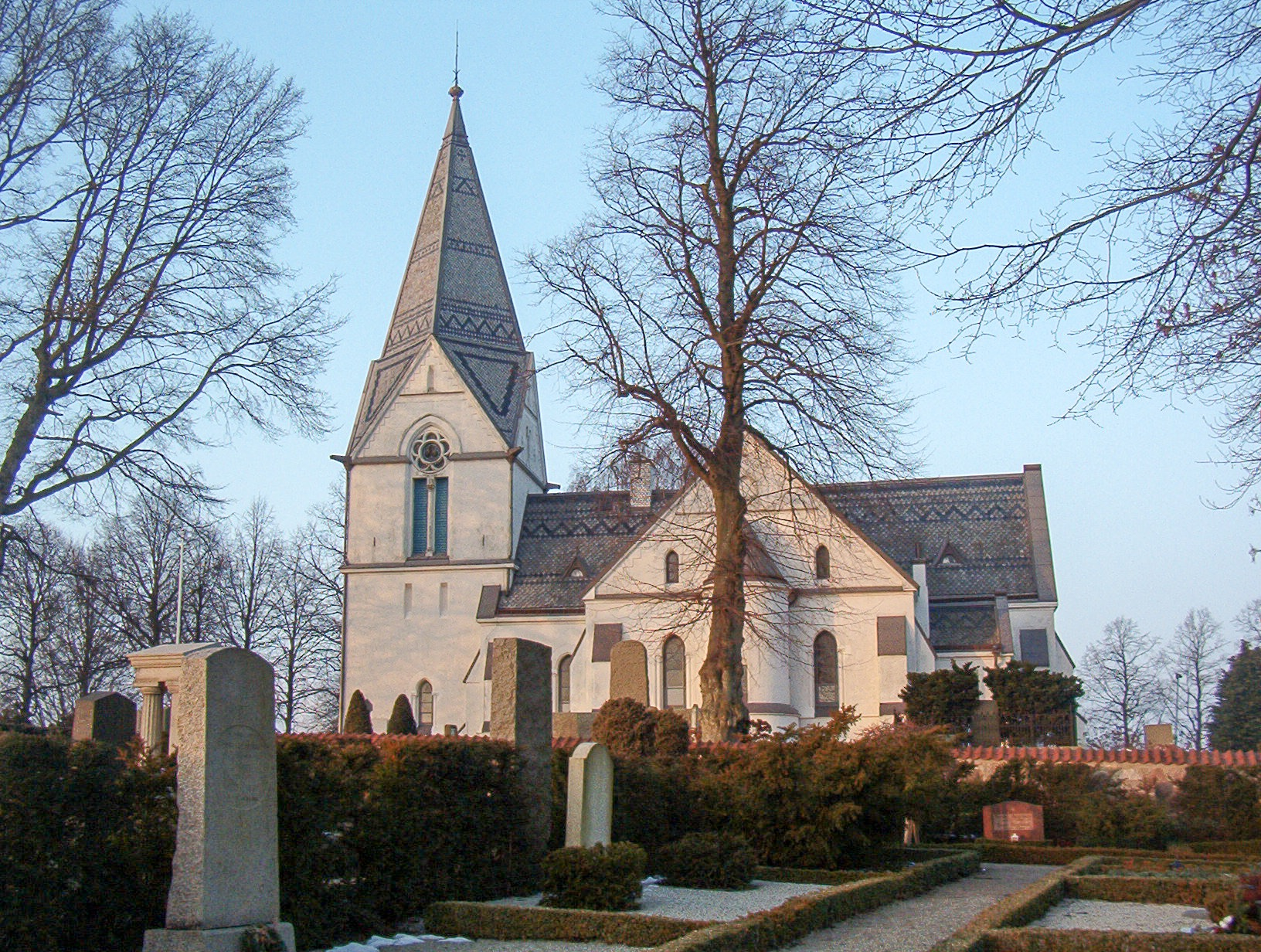
Fosie kyrka.

Fosie är en före detta stadsdel idag distrikt i Malmö. Området består till stor del av flerbostadshus byggda under 1960-talet. Området omfattar merparten av Fosie socken, som blev inkorporerad i Malmö 1931. Där finns höga hus och industrier, men också grönområden och äldre hus och trädgårdar. Fosie kyrka och Fosiestenen tillhör stadsdelens äldre historia. I Fosie ligger Fosieby industriområde med ca 10 000 arbetsplatser och 300 företag. 
Namnet "ecclesiæ Fosøhge" nämns 1346. Efterleden är ordet "hög", sannolikt syftande på en höjd vid kyrkan. Förleden är oklar, den har föreslagits innehålla det forndanska ordet "*fos", 'sankmark. I så fall betyder Fosie 'höjden vid sankmarken'.

## Delområden
- Almhög
- Almvik
- Augustenborg
- Eriksfält
- Fosieby
- Fosieby industriområde
- Fredriksberg
- Gullvik
- Gullviksborg
- Heleneholm
- Hermodsdal
- Hindby
- Kastanjegården
- Lindängen
- Nydala
- Västra Söderkulla
- Östra Söderkulla

### Augustenborg
Augustenborg är ett bostadsområde i Fosie. Området avgränsas i norr av Lönngatan (stadsdelen Lönngården), i väster av Lantmannagatan (Södra Sofielund), i söder av Ystadvägen (Almhög) och i öster av Kontinentalbanan (Hindby). Augustenborg började byggas 1948 och stod klart 1952. Då fanns det cirka 1 800 lägenheter och omkring 5 600 boende. De flesta var arbetarfamiljer med barn.
Det var Malmös nye stadsplanechef Gunnar Lindman som lade grunden för hur Augustenborg skulle byggas. Planarbetet hade dock påbörjats av hans företrädare Erik Bülow-Hübe. Svenska stadsplanerare var vid den här tiden inspirerade av engelska och amerikanska idéer om grannskapsenheter (på engelska kallade "neighbourhood units"). En sådan enhet skulle vara som "en stad i staden" med ett utbud av kommersiell och social service, skola, park, torg med olika affärer som dagligvarubutik, post, bank, blomsterhandel, tobaksaffär, frisör m.m. I Augustenborg fanns även en liten teaterscen som kunde användas fritt, och på kvartersbion visades det film. Man hade till och med egen brandstation och tvättcentral.
Bostadsområdet uppfördes i det närmaste helt och hållet av MKB och ritades av Svenska Riksbyggen Arkitektkontor. Området fick höga, ganska tätt placerade huskroppar med sparsmakat utformade detaljer. Fasaderna var i puts eller tegel och taken var traditionella sadeltak på de fyra olika hustyperna.

### Heleneholm
Heleneholm är ett industri-, affärs-, utbildnings- och bostadsområde i Fosie. Området ligger mellan Trelleborgsvägen och Munkhättegatan, söder om Ystadvägen. Heleneholmsområdet domineras i söder av Heleneholmsverket, ett fjärrvärmeverk som förser stora delar av Malmö med värme. Heleneholmsverkets största skorsten är 130 m hög och därför Malmös näst högsta byggnadsverk. Skorstenarna syns från långt avstånd när man närmar sig Malmö. Norr därom ligger Heleneholms idrottsplats, där Heleneholms Sport Klubb (HSK) finns,  och strax intill Heleneholms ambulans- och färdtjänststation.
Områdets bostäder är främst hyresrätter från 1950-talet. De ligger på båda sidor om Fosievägen. Den passerar till och med genom ett av husen. I närheten av Dalaplan finns äldre industrifastigheter som på senare år sanerats och gjorts om till affärslokaler. 

### Nydala
Området Nydala är uppbyggt som en grannskapsenhet och är grupperad kring en central grönyta. Bebyggelsen består huvudsakligen av hus med tre till fyra våningar, några på åtta våningar samt ett på 13 våningar. De högre husen ligger närmast Nydalaparken. Nydala har en skola, Nydalaskolan, och ett torg med en videobutik, konditori, pizzeria, en kebab- och falafelrestaurang, en livsmedelsaffär och ett apotek. Torghandel bestående av klädes- och grönsakshandel förekommer. Torget präglas av en cykel- och gångväg som löper över platsen och fortsätter ner under Eriksfältsgatan. Platsen är för övrigt belagd med ett rutmönster av gatsten i olika nyanser. 
Nydala omfattar 2 836 bostäder varav 87 är småhus. Lägenheternas storlekar är främst två- och trerummare. Drygt hälften av lägenheterna är hyresrätter, medan resten är bostadsrätter. Busslinje nummer 8 stannar vid Nydalatorget.